# Kaitasaari (ö i Norra Österbotten)
Kaitasaari är en halvö i Finland. Den ligger i sjön Haapajärven tekojärvi och i kommunen Brahestad i den ekonomiska regionen  Brahestads ekonomiska region  och landskapet Norra Österbotten, i den centrala delen av landet, 500 km norr om huvudstaden Helsingfors.